# 馬祖道一
馬祖道一（ばそ どういつ）は、中国の唐代の禅僧。諡は大寂禅師。俗姓は馬。漢州什邡県の出身。
地元の羅漢寺の資州の処寂（648年 - 734年）の下で出家し、益州の長松山などで修禅した後、南嶽（湖南省衡山）に向かい、懐譲の法を嗣ぎ、洪州開元寺（江西省南昌市東湖区）に移って法を広めた(773年頃)。その独自な禅風は唐代の士大夫階級に受け入れられて一大宗派洪州宗を築き、百丈懐海や南泉普願など嗣法の弟子は88人を数え、それぞれが数多くの語録を残すので、後の禅宗に語録を重視する傾向をもたらし、やがてそれは公案を重視する臨済宗へと発展していった。
馬祖は、後世の禅僧の名に見られる道号などとは異なり、道一の俗姓である馬氏によるもの。そのニュアンスを日本語化すれば、「馬おじさん」や「馬家の師匠」と呼んでいるのと同じこととなる。柳田聖山が「純禅」と呼称する初期の禅宗徒の気風の一端を表すものである。
また、馬祖の生家は箕（み）を作っていたが、開悟の後、名声を得て故郷に里帰りした所、近所の老婆に、「なんだ、偉い坊さんが来たと思ったら、箕の屋の小せがれではないか」と言われ、それきり、故郷に帰らなかったというエピソードがある。
現在、彼の出身地である四川省において、馬祖学会が時たま開催されている。

## 略歴
- 709年、漢州什邡県にて出生
- 710年代、資州処寂について出家
- 729年、巴西で受戒
- 730年代、南嶽懐譲について嗣法
- 769年、洪州開元寺で布教
- 788年、石門山宝法寺（江西省宜春市靖安県）で示寂、大寂禅師と諡される

## 思想
馬祖禅とも呼ばれるその禅思想では、禅宗で初めて経典や観心によらずに日常生活の中に悟りがある大機大用の禅を説き、「平常心是道」（びょうじょうしんこれどう）、「即心即仏」など一言で悟りを表す数多くの名言を残している。また、相手に合わせて教え方を変える対機説法（たいきせっぽう）を始め、これによって多彩な弟子を育てると共に、士大夫階級に数多くの信者を獲得し、遂には禅の正系の座を荷沢宗より奪ってしまった。

## 逸話
仙厓筆・「馬祖・臨済画賛」によれば、臨済の先師としての馬祖の一喝は、3日間も耳を聾するほどのものであったという（出光美術館蔵より）。

## 語録
- 『馬祖大寂禅師語録』

## 弟子
百丈懐海、南泉普願、大梅法常、塩官斉安、西堂智蔵、興善惟寛、大珠慧海、帰宗智常、東寺如会、汾州無業、伏牛自在、麻谷宝徹、鵞湖大義、章敬懐睴、龐蘊居士

## 伝記
- 『祖堂集』巻一四
- 『景徳伝灯録』巻六
- 『宋高僧伝』巻一〇